# Racheal Kundananji
Racheal Kundananji (* 3. Juni 2000) ist eine sambische Fußballspielerin.

## Karriere

### Verein
Ab 2019 spielte Kundananji für den kasachischen Klub BIIK Kazygurt und wechselte zur Saison 2021/22 nach Spanien, wo sie sich dem SD Eibar anschloss. Von Beginn der Spielzeit 2022/23 bis 2024 stand sie bei Madrid CFF unter Vertrag. Am 13. Februar 2024 wurde der Wechsel von Kundananji zu dem neuen NWSL-Franchise Bay FC in San Jose bekanntgegeben. Als Ablösesumme wurde in den Medien 735.000 Euro mit einer zusätzlichen variablen Komponente von 75.000 Euro genannt, was das bis zu diesem Zeitpunkt höchste Transferentgelt weltweit für einen weiblichen Fußballprofi war. Der Vertrag läuft bis 2027 mit der Option auf ein Verlängerungsjahr.

### Nationalmannschaft
Mit der sambischen Fußballnationalmannschaft nahm sie am Afrika-Cup 2018 teil. Zudem war sie Teil des Kaders beim Olympiaturnier der Spiele 2020 und kam hier in zwei Partien zum Einsatz.
Am 3. Juli 2023 wurde sie in den sambischen Kader für die Weltmeisterschaft 2023 nominiert.